# Henryka Ładnowska
Henryka Gabriela Ładnowska (ur. ok. 1849 lub 15 marca 1857 w Warszawie, zm. 20 marca 1920 w Madrycie) – polska aktorka teatralna.

## Życiorys
Była córką Weroniki Bendowej z Zagórskich, adoptowaną przez Feliksa Bendę. Podawana w źródłach data jej urodzin - 15 marca 1857 roku - jest mało prawdopodobna, ponieważ już w 1865 roku grała duże role w Czerniowcach, a w 1866 roku na scenach krakowskich wcielała się w amantki. W Krakowie pozostała do 1873 roku, w tymże roku wychodząc za mąż za aktora i reżysera Bolesława Ładnowskiego (1841-1911). Następnie wyjechała do Lwowa, gdzie grała aż do 1881 roku (z małą przerwą w 1874 roku, kiedy to występowała w Krakowie). Uczestniczyła też w objazdach zespołu lwowskiego. m.in. w Poznaniu (1876) i Nowym Sączu (1879). W 1881 roku przeniosła się do Warszawy, gdzie została zaangażowana do Warszawskich Teatrów Rządowych. W stolicy grała do ok. 1888 roku, a następnie wyjechała do Paryża. We Francji bezskutecznie starała się o większe role - w 1892 roku występowała co prawda w teatrzyku l'Ermitage, odgrywając po polsku scenę z "Hamleta", jednak te występy nie przyniosły jej powodzenia. Pod koniec życia wyjechała do Hiszpanii, gdzie zmarła.